# Eerie Von
Eerie Von (nacido Eric Stellmann; 25 de agosto de 1964) es un músico y fotógrafo estadounidense, más conocido por haber sido el bajista de la banda de heavy metal Danzig, además de haber hecho parte de las agrupaciones Misfits, Samhain y Rosemary's Babies. El bajo preferido de Von es el Fender Jazz.

## Discografía

### Rosemary's Babies
- 1983 – Blood Lust EP
- 2004 – Talking to the Dead

### Misfits
- 1995 – Collection II
- 1996 – The Misfits

### Samhain
- 1984 – Initium
- 1985 – Unholy Passion EP
- 1986 – November-Coming-Fire
- 1990 – Final Descent
- 2002 – Samhain Live '85–'86

### Danzig
- 1988 – Danzig
- 1990 – Danzig II: Lucifuge
- 1992 – Danzig III: How the Gods Kill
- 1993 – Thrall: Demonsweatlive
- 1994 – Danzig 4
- 2001 – Live on the Black Hand Side
- 2007 – The Lost Tracks of Danzig

### Solista
- 1996 – Uneasy Listening (con Mike Morance)
- 1999 – The Blood and the Body
- 2004 – Bad Dream No.13
- 2006 – That's All There Is
- 2009 – Kinda Country